# 御宝殿の稚児田楽・風流
御宝殿の稚児田楽・風流（ごほうでんのちごでんがく・ふりゅう）は、福島県いわき市に伝わる民俗芸能。錦町御宝殿の熊野神社で毎年7月31日と8月1日に奉納される。
稚児田楽の舞方は、露払い2名とビンザサラ6名で、10歳前後の男子があたり、年少の男子が舞う例は全国的に見ても少ないとされている。舞は4人ずつ向き合い、総めぐり・親と子の取り替え・一列の組打ち・二列の組打ち・親は親、子は子・の4種を組み合わせている。伝来については定かでは無いが、舞の一部は那智の田楽と類似しており、所作は簡潔であるが田楽としての形態は整っている。
熊野神社の8月1日の祭りには常設の舞台で獅子舞が行われる。獅子舞とはいっても獅子神楽や鞨鼓獅子舞とは全く異なる風流であり、鷺の舞・龍の舞・鹿の舞・獅子舞の4種からなる舞で、この舞は芸能化する前の古風な姿をとどめたものといわれている。
いずれも全国的にも例の少ない貴重な文化遺産であり、1975年（昭和50年）の文化財保護法の改正によって制定された重要無形民俗文化財の第1回の指定を受けた。